# Baldegger Wasserturm
Der Baldegger Wasserturm (auch Turmreservoir Baldegg genannt) ist ein Wasser- und Aussichtsturm auf dem Hundsbuck der Gemeinde Baden im Kanton Aargau.

## Situation
Der im Jahre 1985 aus Beton erstellte Turm ist 38,4 Meter hoch. 2004 wurde der Wasserturm aufgestockt. 172 Treppenstufen führen zur Aussichtsplattform. Das obere Drittel des Treppenaufgangs befindet sich im beleuchteten Turminnern.
In ca. 5 Minuten führt ein Wanderweg vom Restaurant Baldegg zum Aussichtsturm.
Vom Turm aus bietet sich eine Rundumsicht vom Schwarzwald bis zu den Alpen. Vier Panoramatafeln aus dem Jahre 2005/2006 erstellt durch das Bundesamt für Landestopografie swisstopo informieren die Besucher über die mögliche Aussicht.
Der Wasserturm hat ein Reservoirinhalt von 2×100 m³.

## Galerie

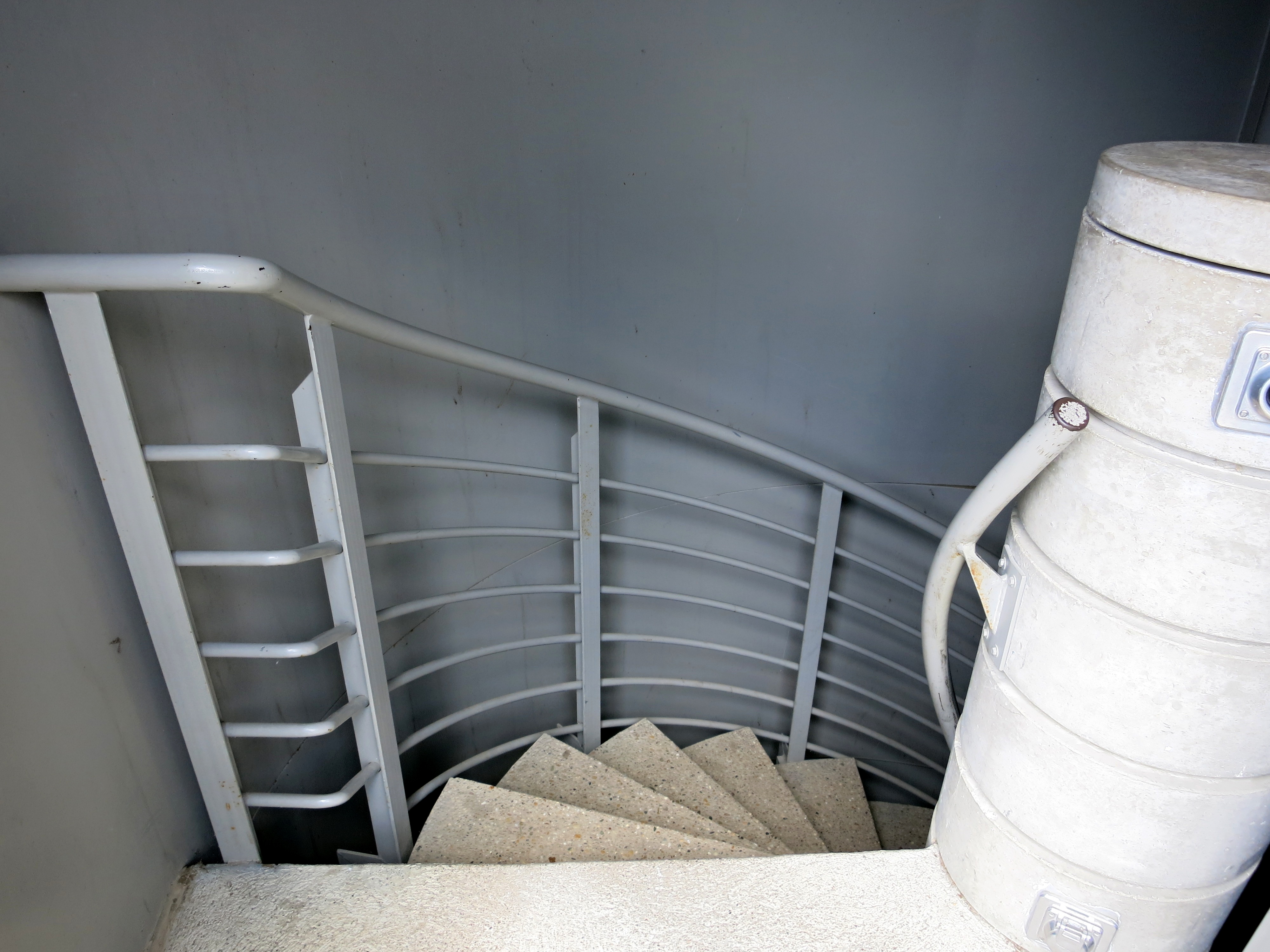
Treppen
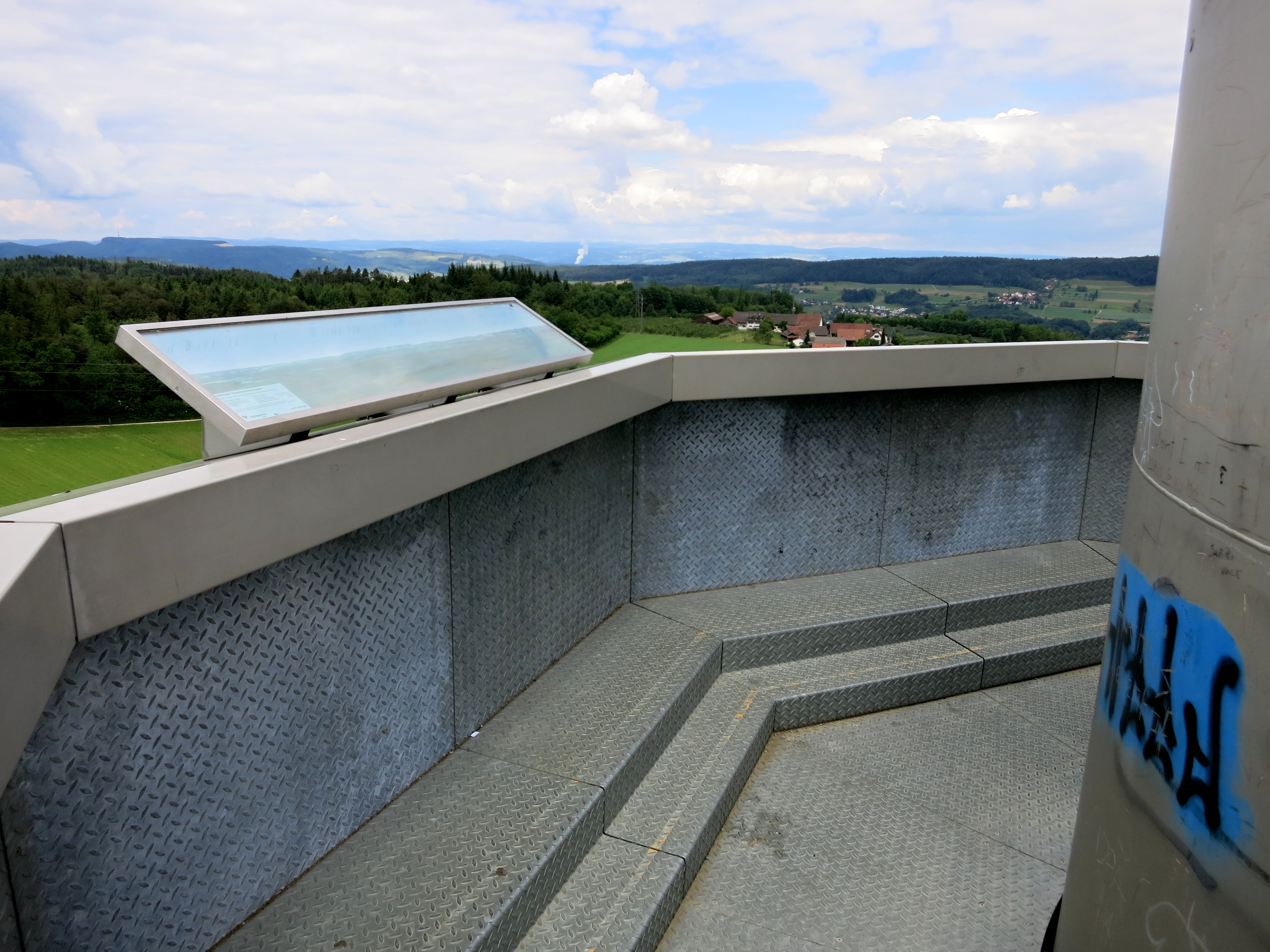
Aussichtsplattform
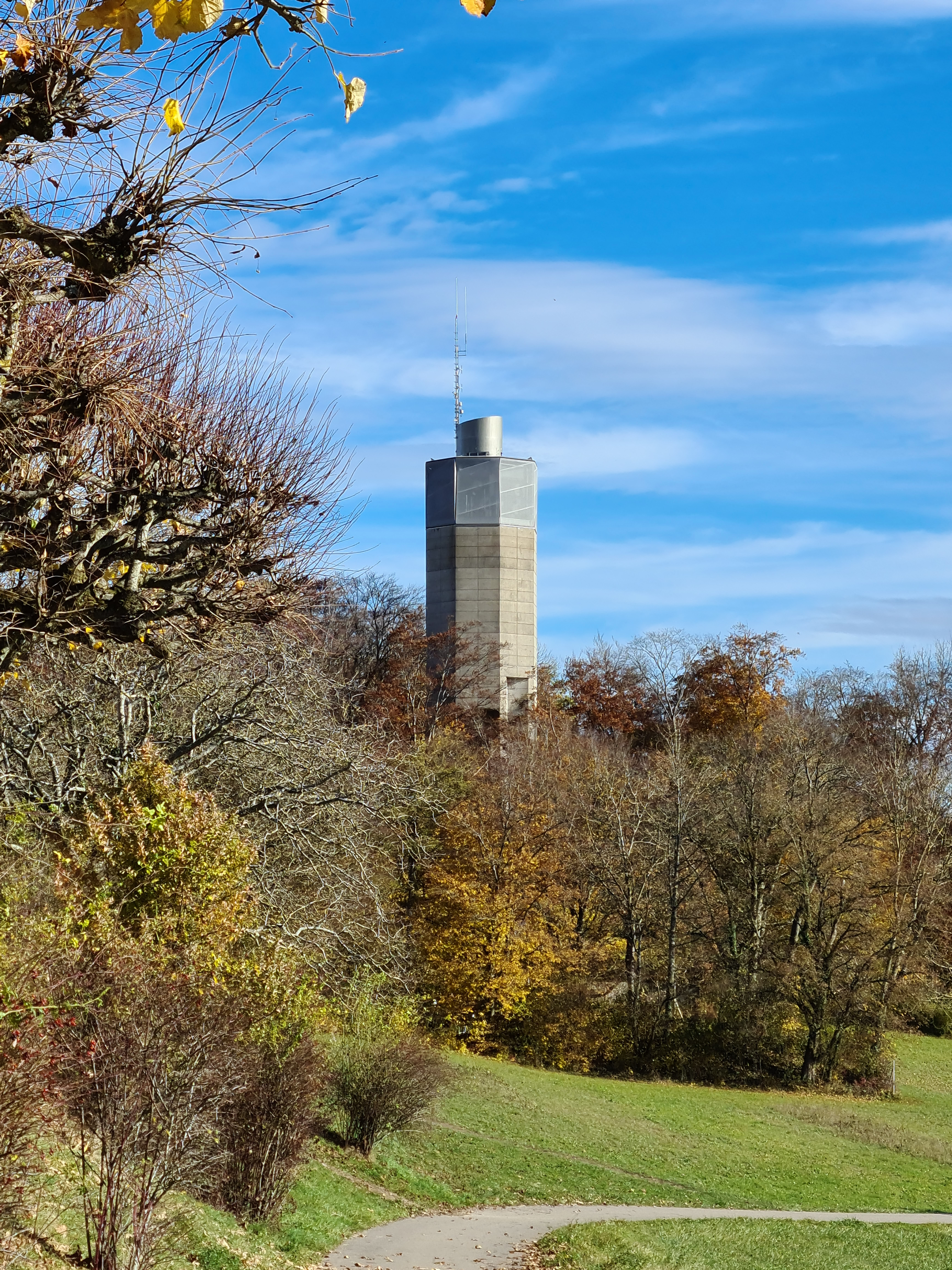
Aussichtsturm